# Texaco
Texas Company Petroleum, ou Texaco, é uma empresa do ramo petrolífero.

## História

### Fundação
Foi fundada no dia 10 de janeiro de 1901 na cidade de Beaumount, Texas nos Estados Unidos com o nome de The Texas Company. Os fundadores foram Joseph Cullinan, Arnold Schlaet, Thomas Donahue e Walter Benona Sharp que começaram a empresa só com 12 funcionários e ocupavam três salas num prédio na cidade. Dezessete meses depois, percebendo que a empresa havia se tornado pequena para os planos de crescimento, os sócios tiveram a ideia de dissolver a Texaco para fundar uma outra empresa de dedicação aos transportes, produções e a distribuição do petróleo. Depois de alguns meses, os três poços de petróleo que tinham na cidade de Spindletop, começaram a produzir petróleo e foi a partir daí que a Texaco teve a sua primeira refinaria de petróleo na cidade de Port Arthur Works no Texas em 1903, que já teve uma imensa produção de 318.364 barris no mesmo ano. No mesmo ano, descobriu seu quarto poço de petróleo em Sour Lake, onde salvou a empresa de uma falência.

### Operações internacionais
A empresa começou suas operações internacionais em 1905 com a inauguração de sua primeira instalação na cidade de Antuérpia na Bélgica. Nos anos seguintes a empresa cresceu em um ritmo acelerado, inaugurando postos de gasolina e serviços em muitas cidades americanas, lançando óleos e gasolinas especiais, ganhando a atenção dos consumidores com slogans que ressaltavam a qualidade de seus produtos como a gasolina (“More Miles per Gallon”) e o óleo para motor (“The care free oil”). A empresa ingressou no mercado de aviação em 1927 criando o departamento de aviação para testar e introduzir combustíveis e óleos para esse segmento. E a aposta da TEXACO se mostraria acertada quando em 1958 se tornou líder no fornecimento de combustível para companhias aéreas.

### 1928-2001

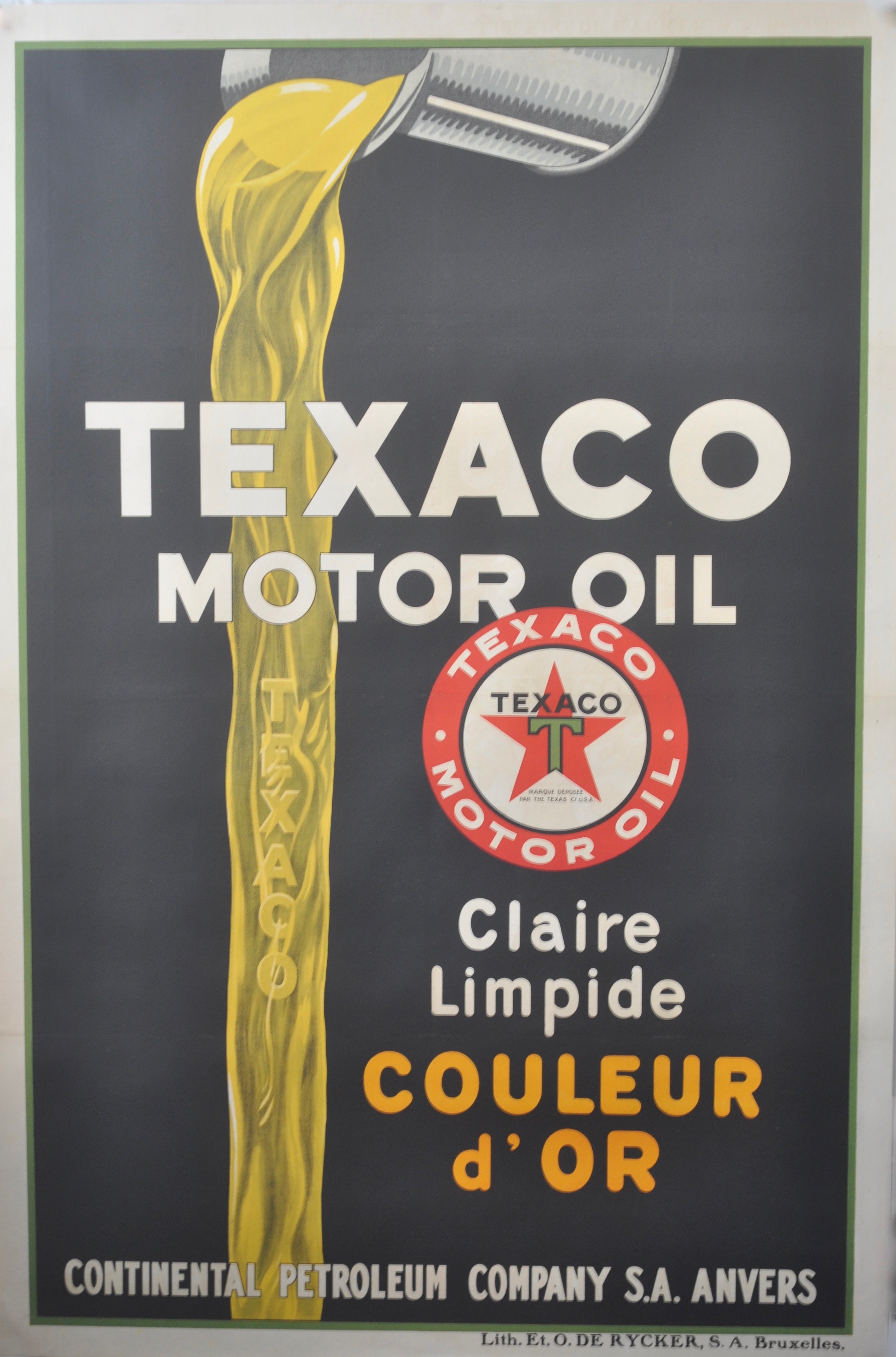
Texaco Publicidade (1928)

No ano seguinte, em 1928, se tornou a primeira companhia petrolífera americana a vender gasolina sob uma mesma marca em todos os estados americanos. Em 1931, com a aquisição da Indian Refining Company, empresa localizada no estado do Illinois, a TEXACO ganhou os direitos sobre a marca HAVOLINE, criada em 1904 pela empresa The Havemeyer Oil Company. Ainda nesta década, a empresa se juntou a Standard Oil of California (conhecida atualmente como Chevron) para ingressar no mercado de operações e produção no Oriente Médio, região chave para o desenvolvimento da TEXACO nos anos seguintes. Durante a Segunda Guerra Mundial, a empresa uniu-se a outras produtoras de petróleo para fornecer combustível ao exército americano, suprindo assim a máquina de guerra. Nessa época, 3.110 funcionários da TEXACO serviam o exército. O nome TEXACO INC. (derivado da abreviação de THE TEXAS COMPANY) foi adotado oficialmente somente em 1959, mesmo ano em que a refinaria de Port Arthur torna-se a primeira a ser operada por computador. Em 2001, a TEXACO e a Chevron se fundem para formar a ChevronTexaco, tornando-se assim a segunda maior companhia petrolífera americana e quinta do mundo, através de uma troca de ações no valor de US$ 35.1 bilhões. A partir deste momento a TEXACO deixou de ser uma empresa para virar uma marca.

### Linha do tempo
- 1904 - Inauguração do laboratório de pesquisas em sua sede na cidade de Beaumont, no Texas.
- 1911 - Inauguração de sua primeira estação de serviço no Brooklin em Nova York, onde era possível comprar gasolina. Lançamento da TEXACO AUTO GASOLINE, uma gasolina volátil.
- 1912 - Lançamento do TEXACO MOTOR OIL (óleo de motor) nas versões Light, Medium, Heavy e Extra Heavy.
- 1924 - Lançamento da MARFAK, uma das graxas mais eficientes e resistentes do mercado na época.
- 1926 - Lançamento da TEXACO NEW AND BETTER GASOLINE, gasolina de melhor qualidade do mercado americano na época.
- 1930 - Lançamento da gasolina TEXACO ETHYL GASOLINE.
- 1932 - Lançamento da gasolina FIRE CHIEF que seguia os requerimentos de octanagem dos motores. A nova gasolina era promovida na rádio NBC pelo comediante Ed Wynn, que ficou conhecido como Texaco Fire Chief.
- 1938 - Lançamento da SKY CHIEF GASOLINE, uma gasolina premium de alta octanagem.
- 1948 - Lançamento do TEXACO PT ANTI-FREEZE, um óleo que não se congelava em baixas temperaturas.
- 1954 - Lançamento da nova gasolina com Petrox, um aditivo que melhorava a performance dos motores mais potentes dos modernos automóveis da época.
- 1962 - Lançamento das novas latas do óleo Havoline, onde a marca registrada da TEXACO substituía a da INDIAN REFINING COMPANY.
- 1982 - Lançamento na Europa de dois novos óleos: TEXACO ALPHA (um óleo semi-sintético que melhorava o desempenho do motor em baixas temperaturas e reduzia o consumo de combustível) e TEXACO DIESELTEX (óleo desenvolvido especificamente para motores a diesel).
- 1989 - Lançamento da SYSTEM3 GASOLINE para aumentar o desempenho e rendimento do motor, mantendo a injeção e o carburador limpo. Além disso, impedia o depósito de sujeira nas válvulas.
- 1994 - Lançamento da CleanSystem3, uma nova gasolina para um desempenho ainda melhor do motor.
- 2005 - Lançamento da TEXACO TECHRON, gasolina aditivada extremamente avançada que limpa o motor, reduzindo as emissões de gases no meio ambiente.

### Postos de gasolina
Os famosos postos de gasolina e serviços da TEXACO, uma das principais ferramentas de marketing da marca, começaram sua história em 1917 quando foi inaugurada a primeira unidade na cidade de Houston, estado do Texas. Nos anos seguintes vários outros postos foram inaugurados por diversas cidades americanas. Os tradicionais uniformes dos frentistas dos postos da rede foram criados pelo inglês Harry Tiper, que havia assumido, em 1915, o cargo de gerente de propaganda da empresa. Em 1936 os postos de gasolina ganharam nova identidade e design, adquirindo um visual mais limpo e funcional criado pelo arquiteto Walter Teague. A funcionalidade dos novos postos incluía um prédio branco que abrigava os serviços de lavagem e troca de óleo, além de banheiros e escritório envidraçado para mostrar produtos que estavam à venda, como pneus e baterias.

### Limpeza e serviços 24 horas
A empresa foi a primeira do setor a ressaltar em seus comerciais a limpeza de seus banheiros com o slogan “Clean Across the Country” em 1938, demonstrando a enorme preocupação de tornar os locais agradáveis aos olhos dos consumidores. Inspetores percorriam os postos para inspecionar a limpeza dos banheiros, estabelecendo um padrão de qualidade adotado depois por outras empresas do setor. Nesta década o comediante Ed Wynn promoveu através de comerciais de rádio os postos de gasolina da empresa. Em 1941 introduziu os postos de serviços com funcionamento 24 horas por dia com o objetivo de proporcionar tranqüilidade e mais comodidade aos consumidores que viajavam no período noturno. A maior mudança em seus postos de serviço ocorreu em 1981 quando foi introduzido o System 2000, oferecendo o sistema de Self-Service (onde o próprio motorista enchia o tanque do carro, dispensando o serviço do frentista), comidas e bebidas, lavagem e serviços automotores. Além disso, os postos ganharam uma nova identidade visual. Em 1991 a empresa iniciou a implantação das lojas de conveniência STAR MART em áreas adjacentes a seus postos em algumas cidades americanas. Acompanhe nas imagens abaixo a evolução visual dos postos de serviços TEXACO.

### A estrela da estrela
Em 2006, o jogador brasileiro Ronaldinho Gaúcho foi contratado como garoto-propaganda da TEXACO para toda a América Latina e Caribe. O craque estrelou as campanhas de publicidade e promoções da marca, valorizando características de desempenho contínuo, tecnologia de ponta, alta qualidade e confiabilidade dos seus produtos. Afinal, pessoas que entendem de carros confiavam na marca TEXACO e pessoas que entendem de futebol confiavam em Ronaldinho.

### Evolução visual
Ao longo de sua história o logotipo da TEXACO passou por inúmeras modificações em sua imagem corporativa como em 1903 quando foi introduzido o logotipo que possuía apenas uma estrela vermelha de cinco pontas, inspirada na bandeira do estado do Texas, sugerida por um funcionário da refinaria; em 1907 quando o logotipo ganhou a frase “Made in Texas” e um círculo azul ao redor da estrela; em 1909 quando era composto apenas pela estrela vermelha e um T verde; em 1963 quando foi introduzido o logotipo hexagonal, muito reconhecido pelos consumidores da época e que se tornou um ícone da marca; ou o atual logotipo introduzido no ano de 1981, que foi modificado em 2000, com a exclusão do nome TEXACO.

## No Brasil
No Brasil, a Texaco comemorou seus 100 anos de atividade em 2015. Com atuação desde 1915 na fabricação e comercialização de lubrificantes automotivos e industriais, destacam-se as marcas Havoline, Ursa e Marfak.
Em 2008, a divisão de distribuição de combustíveis foi comprada pela rede Ipiranga, do grupo Ultrapar, terminando com sua rede de postos de combustíveis no país.
Em 2024, a Chevron firmou acordo com a Ipiranga para o retorno da marca ao país. A Ipiranga será licenciada da Chevron e também operará as lojas de conveniência Star Mart.